# Plaine de l'Angad
La plaine de l'Angad ou la plaine d'Angad est le territoire de la tribu arabe des Ahl Angad, proche de la frontière algéro-marocaine, et dont le chef-lieu est Oujda.
Le territoire des Ahl Angad est situé à l'extrême nord-est de la région du Moyen-Atlas.
Sa relative aridité limite la culture à l'orge, aux pâturages, à quelques amandiers ou autres fruits à coque. On l'appelle aussi désert des Chotts à cause des nombreux lacs salés (chotts) qu'il contient.
Les personnes originaires d'Angad sont nommés Angadis. Les Angadis sont des arabes maqiliens de la branche Dawi ‘Ubayd Allah. Les Arabes maqiliens était originaires du Yémen avant de s'installer définitivement en Afrique du nord au XIe siècle. La tribu a fini par prendre le nom de la vallée qu'elle occupe : La vallée d'Angad.
C'est le sultan zianide Abou Hammou Moussa II qui les a installés entre Oujda et Tlemcen en 1358.